# Borletti (famiglia)
La famiglia Borletti è un'importante famiglia di imprenditori italiani, proprietaria nel tempo del Linificio e Canapificio nazionale, della Fratelli Borletti, della Rinascente, de Il Secolo, della Standa, di Christofle, di Printemps, di Grandi Stazioni.

## Albero genealogico
|                                        | | |                                                                    |                                                                    |                                                                                       |                                                                                       |                                                                                             |                                                                                             |                                                                                             |                                                                                             | | |
|                                        | | |                                                                    |                                                                    |                                                                                       | Romualdo Borletti (*1847) sp. 01.01.1876 Giovanna Caterina Balicco                    |                                                                                             |                                                                                             |                                                                                             |                                                                                             | | |
|                                        | | |                                                                    |                                                                    |                                                                                       |                                                                                       |                                                                                             |                                                                                             |                                                                                             |                                                                                             | | |
|                                        | | |                                                                    |                                                                    |                                                                                       |                                                                                       |                                                                                             |                                                                                             |                                                                                             |                                                                                             | | |
|                                        | Senatore Borletti Conte di Arosio (detto "il Bello") (*Milano, 19.11.1880 †Milano, 14.12.1939) sp. Anna Maria Dell'Acqua (†1955) Fratelli Borletti | Senatore Borletti Conte di Arosio (detto "il Bello") (*Milano, 19.11.1880 †Milano, 14.12.1939) sp. Anna Maria Dell'Acqua (†1955) Fratelli Borletti |                                                                    |                                                                    |                                                                                       |                                                                                       | Aldo Borletti (detto "il Buono") sp. Maria Vimercati COMIT                                  | Aldo Borletti (detto "il Buono") sp. Maria Vimercati COMIT                                  | Ferdinando Borletti (detto "Nando" e "il Brutto") sp. Virginia Monzino (†20.08.1977) Standa | Ferdinando Borletti (detto "Nando" e "il Brutto") sp. Virginia Monzino (†20.08.1977) Standa | Antonia Borletti sp. 1908 Umberto Brustio (*Buenos Aires, 20.12.1878 †Milano, 25.04.1972) La Rinascente | Antonia Borletti sp. 1908 Umberto Brustio (*Buenos Aires, 20.12.1878 †Milano, 25.04.1972) La Rinascente |
|                                        | | |                                                                    |                                                                    |                                                                                       |                                                                                       |                                                                                             |                                                                                             |                                                                                             |                                                                                             | | |
|                                        | | |                                                                    |                                                                    |                                                                                       |                                                                                       |                                                                                             |                                                                                             |                                                                                             |                                                                                             | | |
|                                        | Romualdo Borletti Dell'Acqua (detto "Aldo" e "Micio") (†26.09.1967)                                                                                | Romualdo Borletti Dell'Acqua (detto "Aldo" e "Micio") (†26.09.1967)                                                                                | Senatore Borletti (detto "Cicci") sp. Nella Cosulich (†26.03.1973) | Senatore Borletti (detto "Cicci") sp. Nella Cosulich (†26.03.1973) | Ferdinando Carlo Borletti (detto "Nandino") sp. Rosalinda Bettoia (*1922 †01.10.1989) | Ferdinando Carlo Borletti (detto "Nandino") sp. Rosalinda Bettoia (*1922 †01.10.1989) | Giovanni Borletti (detto "Vanni") (*Milano, 18.03.1913 †Italia, 02.05.1942 morto in guerra) | Giovanni Borletti (detto "Vanni") (*Milano, 18.03.1913 †Italia, 02.05.1942 morto in guerra) | Carla Borletti sp. Tony Bouilhet                                                            | Carla Borletti sp. Tony Bouilhet                                                            | Anna Maria Borletti sp. Aga Hruska, Vieri Freccia, John Phillips (†17.09.1996)                          | Anna Maria Borletti sp. Aga Hruska, Vieri Freccia, John Phillips (†17.09.1996)                          |
|                                        | | |                                                                    |                                                                    |                                                                                       |                                                                                       |                                                                                             |                                                                                             |                                                                                             |                                                                                             | | |
|                                        | | |                                                                    |                                                                    |                                                                                       |                                                                                       |                                                                                             |                                                                                             |                                                                                             |                                                                                             | | |
| Luca Borletti Dell'Acqua (†28.12.1972) | Luca Borletti Dell'Acqua (†28.12.1972) | Giorgio Valerio Borletti | Giorgio Valerio Borletti                                           |                                                                    |                                                                                       |                                                                                       |                                                                                             |                                                                                             |                                                                                             |                                                                                             | | |

## Storia

### Gli inizi
La famiglia Borletti è originaria del lago d’Orta da dove si trasferì a Milano alla fine del 1700. All’inizio dell’1800 la famiglia è proprietaria di varie attività tra le quali un albergo, il primo impianto di panificazione industriale italiano e una società di importazione di tessuti di lino dalle Fiandre e dall’Irlanda. Educato dal padre, commerciante di tessuti, Romualdo Borletti, nato nel 1847, decide di produrre filati e tessuti localmente e investe nella nascente industria tessile italiana. In pochi anni riesce a sviluppare una delle maggiori imprese nel settore passando da poche unità a oltre 18.000 dipendenti in poco oltre 10 anni. La crescita fu accelerata da una innovativa politica di finanziamento agli agricoltori: Borletti compra la produzione in anticipo sul raccolto assicurandosi così la materia prima a scapito dei concorrenti. Le attività tessili continueranno a crescere riunendo diverse società. Queta politica di acquisizioni sarà perseguita dai figli e culminerà nel 1920 nella fusione con il "Linificio e canapificio nazionale" creando così una delle maggiori società tessili d'Italia e d'Europa. Nel 1868 estende le sue attività tessili con la creazione del maglificio "Bellavita" che diverrà tra le due guerre il più importante maglificio italiano. Infine nel 1896 nasce grazie a lui la "Borletti & Pezzi", (alla nascita chiamata "Industrie femminili lombarde" perché occupava solo donne e operaie specializzate) prima fabbrica italiana d'orologeria che comincia il suo decisivo incremento di produzione quando, sotto la guida di un direttore svizzero, introduce la fabbricazione di orologi da tasca e dei "sistemi Roskopf".
Contemporaneamente alla sua attività industriale Romualdo si dedica alla politica nel polo liberale diventando Consigliere Comunale di Milano e Consigliere della Camera di Commercio,
Romualdo Borletti sposò il 1º gennaio 1876 Giovanna Caterina (Nina) Balicco.

### Seconda generazione
Degli undici figli, quattro - Senatore, Ferdinando, Antonia e Romualdo -  saranno protagonisti di storie e matrimoni che porteranno a sviluppi nella storia della famiglia. Alla morte del padre i fratelli mantengono una gestione unitaria delle partecipazioni centralizzate nella Amministrazione Borletti, precursore di quello che oggi sarebbe definito Family Office, con sede in Via Brisa nello storico palazzo Arconati/Radetzky. Si suddividono invece i ruoli operativi nelle varie partecipazioni.
Romualdo Borletti muore il 18 febbraio 1901 lasciando ai figli ancora molto giovani le aziende paterne tra le quali le più importanti sono le varie attività di commercio e produzione tessile e nella meccanica. La Borletti e Pezzi sarà ribattezzata Fratelli Borletti, e continuerà la produzione di orologi e sveglie fino all'arrivo della prima Guerra Mondiale quando si convertirà alla produzione di spolette per proiettili. Dopo la prima guerra mondiale tornerà alla produzione civile con un ritorno alla produzione di orologeria e di prodotti di meccanica di precisione quali le macchine da cucire e i calibri.
Senatore Borletti, nato nel 1880, è il maggiore e si rivelerà essere un imprenditore di successo. Alla morte del padre si occupa principalmente delle aziende tessili curandone l'espansione ulteriore. Nel 1917 promuove una serie di investimenti portando la famiglia a investire nella grande distribuzione organizzata, ricalcando l'esempio delle Gallerie Lafayette di Parigi. Compra da Ferdinando Bocconi i grandi magazzini Bocconi, li ribattezza 'La Rinascente', seguendo il consiglio dell'amico Gabriele D'Annunzio dal fronte e li inaugura nel dicembre 1918. La notte di Natale il magazzino dovrà tenere aperto fino alle 22 per soddisfare le richieste della clientela. Ma proprio quella notte La Rinascente è distrutta da un incendio. Senatore Borletti promette di ricostruirla in tempo record e il 23 marzo 1921 "la Rinascente" riapre.
Nel 1920 Senatore Borletti è promotore della fusione tra le attività tessili della famiglia e il Linificio e Canapificio Nazionale creando così la più importante azienda tessile italiana. La famiglia Borletti ne diviene azionista di maggioranza e lo stesso Senatore assume il ruolo di Presidente.
Nel 1930 Senatore Borletti viene designato dagli azionisti stranieri che controllano la Snia Viscosa – la britannica Courtaulds e la tedesca Glanzstoff –  alla presidenza della società. La società versa in gravi difficoltà e i soci sperano che un'alleanza con la famiglia Borletti possa risollevare le sorti dell’azienda. La famiglia è già il primo attore nazionale nel tessile in fibra naturale e Senatore apporta una lunga esperienza nel settore tessile oltre alla sua abilità nella finanza e una solida reputazione di imprenditore. Nel suo passato recente la Snia aveva raggiunto una serie di importanti primati: nel 1925 era la prima società italiana ad avere un capitale sociale di un miliardo di lire, la prima italiana a essere quotata in una borsa estera (Londra e New York). Nel 1925 il gruppo Snia Viscosa era arrivato a produrre complessivamente 24.000 chilogrammi al giorno di filati artificiali (pari al 68,6% della produzione nazionale e all’11,1% di quella mondiale). L'80% della produzione era però destinato all’esportazione e quindi fu vittima della rivalutazione della lira voluta da Mussolini a partire dal 1926 e gli effetti della "grande depressione" del 1929. Nel 1930 era sull’orlo della bancarotta. Borletti chiama alla direzione operativa dell’impresa Franco Marinotti il quale avvia una profonda riorganizzazione dell’azienda. Grazie alla strategia industriale adottata da Borletti e Marinotti,  la Snia riesce a ben presto risollevarsi e nel 1938 la produzione é sette volte superiore rispetto a quella del 1930. 
Senatore diventa anche senatore del Regno e convince la famiglia a investire ulteriormente nell'editoria comperando "Il Secolo". Il quotidiano fu affidato in gestione a Arnoldo Mondadori, che fu affiancato in seguito da Luigi Rusca., umanista ed ex direttore del Touring Club italiano dal quale era stato espulso perché antifascista.  Nel 1927 i Borletti sono insieme alla famiglia Pirelli tra i fondatori dell'IFI, storica holding della famiglia Agnelli.
Aldo Borletti é un uomo molto attivo nel campo industriale. La famiglia decide di affidargli le attività meccaniche che nel 1901 sono ancora relativamente piccole. Aldo trasforma la Fratelli Borletti in una vera società industriale implementando le più moderne tecnologie di produzione. Aldo decide di abbandonare la produzione degli orologi da tasca ormai obsoleti per specializzarsi in quella delle sveglie e risollevando l'impresa dai periodi di crisi in cui cadde all'inizio del XX Secolo. L'evoluzione tecnologica permette alla Fratelli Borletti di giocare un ruolo fondamentale nella produzione bellica necessaria alla vittoria italiana della Prima Guerra Mondiale. Dopo la guerra gestisce la riconversione alla produzione civile introducendo nuove aree di produzione quali le macchine da cucire e la strumentazione per la nascente industria automobilistica. Si occupa attivamente delle attività agricole che la famiglia ha acquisito in Veneto e in generale presiede l'Amministrazione Borletti che gestisce gli affari di famiglia. Sposa la nobile Maria Vimercati (cognata di Gio Ponti), ed entra in contatto con il conte Alfonso Sanseverino Vimercati, lontano parente delle due sorelle, fondatore e primo presidente della Banca Commerciale Italiana.
Antonia si unisce a Umberto Brustio, Cavaliere del Lavoro e direttore generale della Rinascente: è il vero artefice operativo della rinascita dell'impresa.
Infine Ferdinando (Nando) il più giovane della generazione si occupa della gestione della società di commercio di lini fondata dai padre, sposa Virginia Monzino e con i due cognati Italo e Franco, ex dirigenti della "Rinascente", fonda nel 1936 la Standa che sarà per anni la principale rivale della "Rinascente".

### Terza generazione
Al termine della seconda guerra mondiale, sono due cugini Borletti a riprendere in mano le sorti della famiglia in cui i nomi di battesimo sono spesso ripetitivi: Romualdo, nato dal matrimonio tra Senatore senior e Anna dell'Acqua, e Senatore junior, di Romualdo e Maria Vimercati. Micio (così è soprannominato Romualdo) dopo essersi laureato all'Università Bocconi, sostituisce il padre al comando della "Rinascente", quasi completamente distrutta dalla guerra, la ricostruisce e le fa vivere il suo periodo più roseo e di più alto rendimento. Nel 1939, subito dopo la morte del padre, entra nel consiglio d'amministrazione dell'azienda e ne viene nominato vicepresidente.
Nel decennio tra il 1957 e il 1967 "la Rinascente" raggiunge traguardi insperati. Nel 1957, quarantesimo anno dalla fondazione dell'azienda, iniziano la loro attività i magazzini UPIM che, insieme ai Supermercati Sma, negli anni successivi si estenderanno per tutta Italia. "La Rinascente" comincia ad aprirsi a nuovi mercati mondiali e l'evoluzione merceologica degli assortimenti viene estesa a settori sempre più vasti. Nuove sedi nascono contemporaneamente nel paese. Il 1962 è l'anno in cui la Rinascente raggiunge i 100 miliardi di lire di vendita e nel 1963-'64 arrivano il Premio Oscar per la migliore relazione di bilancio e la consegna del Compasso d'oro da parte del presidente Borletti alla Regina di Danimarca. Nel 1967 termina, con una tragica morte, la carriera dell'imprenditore.
Cicci, Senatore jr., a sua volta si dedica pienamente alla fabbrica "Fratelli Borletti" e, alla produzione di cruscotti e strumenti di misura per auto, nel 1936 aggiunge la fabbricazione di macchine da cucire, creando così la nuova azienda "Borletti Punti Perfetti". Sempre nel '36 e sempre per sua iniziativa, la "Fratelli Borletti" diventa sub-fornitrice e in seguito anche consociata della FIAT entrando così a far parte del grande mercato dell'industria dell'auto e nel 1945, sempre grazie a Senatore jr, viene ricostituito ufficialmente il sindacato degli industriali metalmeccanici. Sposando Nella Cosulich, proveniente da una famiglia di armatori, Cicci riceve in dote un consistente pacchetto delle Generali diventandone consigliere d'amministrazione e vicepresidente. Sarà poi consigliere anche della Franco Tosi, della Magneti Marelli, della British Petroleum italiana e della Lancia.
Dopo l'abbandono della dirigenza da parte di Micio e Cicci, nel 1950 passa a gestire la "Fratelli Borletti" il fratello più piccolo di Senatore junior: Ferdinando. Questi ne diviene nel '58 consigliere delegato, dal '73 all'86 presidente effettivo e in seguito presidente onorario.
La società arriva con lui ad occupare una posizione rilevante nel mercato mondiale della strumentazione automobilistica proprio quando prende avvio l'innovazione elettronica che comincia con l'ingresso della microelettronica: gli strumenti - condizionatori, tachigrafi, strumenti di misura, orologi, prodotti per la difesa - si arricchiscono in tutte le loro funzioni e sono orientati all'ottimizzazione del comfort dell'abitacolo.
Sempre durante la sua guida alla "Fratelli Borletti", Ferdinando nel 1984 è nominato Cavaliere del Lavoro e figura nei consigli d'amministrazione della Fiat, della Magneti Marelli, del Banco Lariano, nel 1983 diventa presidente de Il Sole 24 Ore in grave perdita e, nell'arco di tre anni, lo porta ad essere la più importante voce attiva del bilancio di Confindustria.

### Quinta generazione
Dopo la sua morte avvenuta nell'ottobre del 1989 per due, tre anni la famiglia si allontana dalla scena pubblica, fino a quando entra in scena Maurizio, ultimo dei cinque figli nati da Ferdinando e Rosalinda Bettoja. Nel 1993, a soli 26 anni, aveva rilevato dallo zio Tony Bouilhet, marito di Carla Borletti, la quota di controllo di "Christofle", storica azienda parigina fondata nel 1830 da Charles Christofle, marchio del lusso in tutto il mondo per la produzione oggetti per la tavola e la decorazione in argento massiccio e in lega "Christofle".
In tre anni riesce a salvare l'azienda che nel 1993 era prossima al fallimento e la riorganizza completamente aprendo più di 85 nuovi negozi o "Pavillon Christofle" nel mondo. Entra quindi a far parte del "Comité Colbert" associazione che raggruppa i maggiori marchi del lusso francese quali Louis Vuitton, Chanel o Hermès.
Dopo dieci anni di sviluppo lascia Christofle nel 2003 per preparare il riacquisto, con una cordata di investitori finanziari, proprio di Rinascente. Ne diventa presidente nel 2005 e durante la sua gestione la società viene completamente riposizionata nel lusso accogliendo i migliori marchi del mondo. La trasformazione del negozio di Piazza Duomo a Milano permette un incremento delle vendite di oltre il 70% in meno di cinque anni.
Nel 2006 fonda Borletti Group che diventa lo strumento per tutti i nuovi investimenti internazionali e che permette a Maurizio di attirare al suo fianco come co-investitori i più blasonati investitori istituzionali europei. Attraverso Borletti Group investe insieme ai fondi immobiliari di Deutsche Bank nell'acquisto della catena di grandi magazzini francese Printemps, e insieme a Goldman Sachs, Assicurazioni Generali e Prelios nel più grande portafoglio immobiliare di negozi in Germania e in varie altre attività.
Nel 2012 Borletti Group esce da Rinascente, già venduta nel maggio 2011 dai soci di maggioranza ad un gruppo thailandese per 295 milioni di euro. Dopo una spettacolare trasformazione di Printemps, nel 2013, Borletti Group e Deutsche Bank decidono di vendere per 1,75 miliardi di euro i grandi magazzini francesi a investitori legati alla famiglia reale del Qatar.
Nel 2016 Maurizio Borletti acquisisce all'asta per 953 milioni di euro, tramite Borletti Group e insieme al fondo di francese Antin Infrastructure Partners e al fondo immobiliare ICAMAP, la società Grandi Stazioni Retail della quale diventa presidente. Grandi Stazioni Retail è la società che gestisce gli spazi commerciali e pubblicitari delle 14 maggiori stazioni ferroviarie italiane tra le quali Milano Centrale, Roma Termini, Firenze Santa Maria Novella, Napoli Centrale e Venezia Santa Lucia.